# Piptostigma oyemense
Espèce
Classification phylogénétique
Statut de conservation UICN

 VU  : Vulnérable
Piptostigma oyemense est une espèce de plantes à fleurs du genre Piptostigma de la famille des Annonaceae endémique du Gabon.